# Olli Rehn
Olli Rehn (Mikkeli, 1962. március 31. –) finn politikus, jelenleg az Európai Bizottság gazdasági és pénzügyekért felelős biztosa. José Manuel Barroso, a Bizottság elnöke 5 évre nevezte ki, hivatalát 2010. február 9-én foglalta el.
Korábban az Európai Unió bővítésért felelős biztosa volt (az első Barroso-bizottság legfiatalabb tagjaként), illetve több európai és finn intézménynél viselt hivatalt. 1998 és 2002 közt az Európai Bizottságban Finnországot képviselő Erkki Liikanen hivatalát vezette, majd 2004-ben Liikanent váltva a Prodi-bizottság vállalkozásokért és az információs társadalomért felelős tagja lett.

## Pályája
Kelet-Finnországban született. Az Egyesült Államokban, a Macalester College-ban (Saint Paul, Minnesota) tanult közgazdaságtudományt, nemzetközi kapcsolatokat és újságírást. A Helsinki Egyetemen 1989-ben mesterfokozatot (masters' degree) szerzett politológiából, majd 1996-ban PhD-t az Oxfordi Egyetemen a "Korporativizmus és ipari versenyképesség kis európai államokban" témában.
Pályáját az ifjúsági politikában kezdte, a Finn Közép Ifjúság (finnül Keskustanuoret tagjaként. Hamar a skandináv Északi Közép Ifjúság főtitkára lett, 1987-ben pedig a Finn Közép Ifjúság elnökének választották, ami a finn politikában ígéretes jövőt sejtető pozíció.
1988-ban Helsinkiben városi önkormányzati képviselőnek választották. 1988 és 1994 között a Finn Középpárt (Suomen Keskusta, Kesk.) alelnöke volt (miután 1987-től a párt ifjúsági szárnyának elnöke volt). 1991-ben a Finn Parlament tagjának választották, az Európa Tanács finn delegációját vezette és 1992 és 1993 közt Esko Aho finn miniszterelnök különleges tanácsadója volt. 1995-ben elhagyta a finn parlemntet és az Európai Liberális Demokrata és Reform Párt színeiben az Európai Parlament tagja lett.
Rövid ideig, 1996-1997-ben a Veikkausliiga (a finn labdarúgó-bajnokság első osztálya) elnöke volt. 1998 és 2002 között Erkki Liikanen hivatalát vezette. Ekkor egy időre hátat fordított a gyakorlati politikának és a Helsinki Egyetemen az Európai Tanulmányok Központjának vezetője lett. A következő évben azonban felkérték a miniszterelnök gazdaságpolitikai tanácsadójának és ezt a posztot megőrizte mindaddig, amíg a rákövetkező évben EU-biztosnak nevezték ki.

## Magánélete
Házas, egy gyermeke van.
Fiatal korában szülővárosa klubjában, a Mikkelin Palloilijatban futballozott a finn elsővonalban.
A finnen kívül angolul, franciául, svédül beszél és valamennyit németül is.

## Fordítás
- Ez a szócikk részben vagy egészben  az   Olli Rehn című angol Wikipédia-szócikk fordításán alapul.  Az eredeti cikk szerkesztőit annak laptörténete sorolja fel. Ez a jelzés csupán a megfogalmazás eredetét és a szerzői jogokat jelzi, nem szolgál a cikkben szereplő információk forrásmegjelöléseként.